# Josep Maria Rosselló i Virgili
Josep Maria Rosselló i Virgili (Tarragona, 1950) és un artista, pintor, dibuixant i dissenyador que ha treballat en diversos camps de l'art com ara la música i la literatura. Un dels seus trets més distintius han estat les pintures de gran format en directe amb diverses formacions musicals.
L'any 2003 l'Ajuntament de Tarragona li va fer lliurament del títol de Serveis Distingits, per la seva tasca divulgativa de la ciutat, després de diverses exposicions itinerants per Catalunya. El 18 de febrer de 2014 l'Ajuntament de Tarragona el va anomenar fill predilecte de la ciutat i el 2022 rebé un dels Premis Sitges, el Pepito Zamora. L'any 2014 va cedir part del seu fons artístic al Museu d'Història de Tarragona i el fons documental a la Biblioteca Hemeroteca Municipal de Tarragona. Part de la seva obra es troba també al Museu d'Art Modern de Tarragona, al Port de Tarragona i a la Universitat Rovira i Virgili.

## Publicacions

### Catàlegs
- Ajuntament de Sitges; Catàleg; Sitges, 1993
- Burguet Ardiaca, Jordi et Cervera Nogués, Jordi; El dimoni circular; Barcelona, 1998
- Rosselló, Josep Maria; Faula neomitològica de festa major: projecte d'una exposició en blanc; Tarragona, 2001
- Ajuntament de Montroig del Camp; Suite Montroig, Montroig del Camp, 2001
- Planas, Ricard; Salcedo, Antonio et Sella, Antoni; "El tapís de la creació". Suite Minerva. Suite del Mirall; Tarragona,
- Rosselló, Josep Maria; Dibuixos 1968-2002; Lleida, 2003

### Llibres
- Identidades. Amb textos de Carles González López, Salvador Távora, Javier Rodríguez Piñero i Joan Anton Benach. Fotografies de Joan Alberich i Rión. Olot (Girona), 1994
- Art de Catalunya- Art i arquitectura d'avui. La veu dels artistes. Xavier Barral i Altes; fotografies de Ramon Manent. Barcelona: edicions l'Isard, 2002
- Miró-Royo. La farinera de Tarragona, el teler del món. Amb pròleg de Rosa Maria Malet. Barcelona: Viena edicions, 2008
- Lorca, "La incógnita visita". Amb pròleg de Luis Antonio de Villena i epíleg de Jordi Rovira Soriano